# Serie 81 de SFM
La serie 81 de SFM (o serie 8100) es una serie de trece unidades eléctricas fabricadas por Construcciones y Auxiliar de Ferrocarriles (CAF) entre los años 2008 y 2012 para Servicios Ferroviarios de Mallorca. La serie 81 tenía como destino sustituir a las unidades diésel de la serie 61 de SFM entre las estaciones de Palma de Mallorca y Empalme, cuyos trabajos de electrificación estaban llevándose a cabo. Los trenes eléctricos entraron en servicio en enero de 2012, aunque desde diciembre de 2011 ýa se hacían pruebas con pasajeros. Fue la tercera serie eléctrica de Mallorca, tras el Ferrocarril de Sóller (1929) y la Línea M1 del metro de Palma de Mallorca (2007). En 2025, la serie 81 recorre la totalidad de la línea T1 de tren y las líneas T2 y T3, siendo vendida la serie 61 de SFM. Paralelamente, recorrió la línea M2 del metro de Palma de Mallorca desde su puesta en funcionamiento —el 13 de marzo de 2013— hasta el mes de junio del mismo año.
Los trenes cuentan con motor en ambos extremos y sus medidas son 17,38 metros de longitud, 3,20 de alto y 2,50 de ancho. La capacidad máxima de cada tren es de 386 pasajeros; 268 de pie y 118 sentados. El metro puede alcanzar una velocidad máxima de 100 km/h, con una aceleración máxima de 1,1 m/s² y una desaceleración máxima de 2 m/s². Se trata de unidades modulares, es decir, que todos los vagones están conectados entre sí formando un único cuerpo. El diseño de las unidades está concebido para facilitar la accesibilidad total de personas con movilidad reducida, dispone de asientos preferentes en todos los coches, rampas de acceso con accionamiento neumático para personas en silla de ruedas y un área reservada con fijaciones y cinturón de seguridad. También cuenta con espacios para bicicletas, indicación sonora de aviso de cierre de puertas y un buen nivel de iluminación interior. Posee además monitores de televisión en cada departamento, indicadores de destino y audio con anuncio automático de estaciones. Es una unidad respetuosa con el medio ambiente, con un nivel de emisión acústica bajo, tracción eléctrica, sistema de frenado reostático y un dispositivo regenerador de recuperación de energía.

## Características técnicas
- Composición: M-N-M y M-N-N-M
- Alimentación: 1500 V
- Ancho de vía: 1000 mm
- Altura del piso: 1150 mm
- Altura del vehículo: 3200 mm
- Anchura del vehículo: 2500 mm
- Diámetro de las ruedas: 860 mm
- Distancia entre centro de boje: Bojes M 10300 mm y bojes N 10400 mm
- Puertas por coche: 2 dobles a cada lado
- Espacio libre de puertas: 1900 mm
- Aceleración de 0-100 km/h: 1,1 m/s2
- Plazas por tren: M-N-M 118 y M-N-N-M 168
- Plazas totales por tren: M-N-M 386 y M-N-N-M 514 (8 pers/m²)
- Velocidad máxima: 100 km/h
- Tipo de enganche: Scharfenberg
- Sistema ATO preinstalado